# Los 40 Classic
Los 40 Classic (estilizado como LOS40 Classic) es una cadena de radio española de temática musical, perteneciente a Prisa Radio que en 2018 sustituyó a M80 Radio. Sus estudios centrales están en Madrid y tiene frecuencias en casi todas las provincias del estado. Su programación está dedicada al repaso de los éxitos musicales nacionales e internacionales, desde la década de los 80's, 90's, 2000's y 2010's, pasando por los «números uno» históricos de su emisora hermana Los 40. Su estilo de Pop, Rock y oldies, hacen que sus mayores competidoras sean Melodia FM y Kiss FM.

## Historia
Fue presentada en sociedad el 2 de noviembre de 2018, en la gala de LOS40 Music Awards. Sus emisiones comenzaron el 21 de noviembre de 2018 a las 18:40, en los diales de la ya mencionada M80 Radio y en varios diales de Máxima FM (inmersa también en un proceso de cambio de identidad hacia LOS40 Dance y SER+) en sustitución de ambas emisoras.
En su programación inicial, el matinal Morning box iba desde las 7:00 horas hasta las 10:30 horas, conducido por Javier Penedo, como en la actualidad. A continuación, Bruno Sokolowicz presentaba Cuarenta 40, y se emitía entre las 10:30 y las 13:00 horas con la radiofórmula como base.
De 13:00 a 15:30 horas, la cadena programaba Solo Nº1, un espacio que no contaba con presentador en el que se radiaban canciones que llegaron a lo más alto de Los40. Después, iba una segunda ración de Cuarenta 40, con Mónica Ordoñez a los mandos. A partir de las 18:00 horas, le tocaba el turno a Jorge Sánchez, que se ponía al frente de Tres, dos o uno. Para terminar, la cadena emitía otra tanda de Solo Nº1 entre las 21:00 y las 7:00 horas.
Los fines de semana, Solo Nº1 llegaba hasta las 10:30 horas, momento en el que Juan Pablo Jiménez tomaba el relevo de la mano de 40RPM. La programación la completaba ‘Cuarenta 40’, que abarcaba de 15:30 horas a 20:30 horas y Solo Nº1. Además, la noche del domingo al lunes se emitía Classic live session, entre las 00:00 y las 01:00 horas. También contaba con locutores como Alejandro Alcalde, que actualmente no forma parte de la emisora.
En julio de 2020, empezó a emitir en TDT junto a LOS40 Urban y Radiolé, pudiéndose así escuchar en gran parte del territorio nacional. También, con los años ha aumentado el número de localidades donde se pueden sintonizar Los 40 Classic. La frecuencia histórica 89.0 FM cubre casi toda la Comunidad de Madrid, y es la frecuencia en la que anteriormente se emitió M80 Radio y Radio 80 (Radio 80 Serie Oro). 
El lunes 2 de diciembre de 2024 se incorporó a la emisora el mítico locutor Fernandisco, una de las voces y de los estilos más reconocibles y populares de Los 40 Principales de los ochenta y noventa.

## Audiencia
Según los datos de audiencia correspondientes al Estudio General de Medios (EGM), Los 40 Classic ha registrado estas audiencias:
| año  | oleada         | oyentes | Ascenso       |
| ---- | -------------- | ------- | ------------- |
| 2025 | 2ª (verano)    | 817.000 | Decrecimiento |
| 2025 | 1ª (primavera) | 852.000 | Crecimiento   |
| 2024 | 3ª (invierno)  | 759.000 | Crecimiento   |
| 2024 | 2ª (verano)    | 726.000 | Decrecimiento |
| 2024 | 1ª (primavera) | 851.000 | Crecimiento   |
| 2023 | 3ª (invierno)  | 707.000 | Decrecimiento |
| 2023 | 2ª (verano)    | 765.000 | Crecimiento   |
| 2023 | 1ª (primavera) | 718.000 | Crecimiento   |
| 2022 | 3ª (invierno)  | 703.000 | Decrecimiento |
| 2022 | 2ª (verano)    | 706.000 | Crecimiento   |
| 2022 | 1ª (primavera) | 677.000 | Crecimiento   |
| 2021 | 3ª (otoño)     | 628.000 | Crecimiento   |
| 2021 | 2ª (verano)    | 613.000 | Crecimiento   |
| 2021 | 1ª (primavera) | 525.000 | Crecimiento   |
| 2020 | 3ª (otoño)     | 462.000 | Decrecimiento |
| 2020 | 1ª (primavera) | 556.000 | Crecimiento   |
| 2019 | 3ª (otoño)     | 504.000 | Decrecimiento |
| 2019 | 2ª (Verano)    | 515.000 | Crecimiento   |
| 2019 | 1ª (primavera) | 468.000 | Crecimiento   |
| 2018 | 3ª (otoño)     | 445.000 | Sin cambios   |

## Parrilla de programación
| Días / Horarios                   | Programa                       | Conducción                                               |
| --------------------------------- | ------------------------------ | -------------------------------------------------------- |
| Lunes a viernes de 06:00 a 11:00  | Morning Box                    | Javier Penedo y Andrea Sánchez                           |
| Lunes a viernes de 11:00 a 14:00  | Solo Nº1 (Fórmula)             | Fernandisco (Arnau Gascón en Cataluña y Andorra)         |
| Lunes a viernes de 14:00 a 17:00  | Solo Nº1 (Fórmula)             | Bruno Sokolowicz (Josep Bartomeus en Cataluña y Andorra) |
| Lunes a viernes de 17:00 a 20:00  | Solo Nº1 (Fórmula)             | Jorge Sánchez                                            |
| Lunes a viernes de 20:00 a 23:00  | Solo Nº1 (Fórmula)             | Guillem Caballé                                          |
| Lunes a viernes de 23:00 a 01:00  | Solo Nº1 (Fórmula)             | Mónica Ordóñez                                           |
| Fines de semana                   |                                |                                                          |
| Sábado y domingo de 06:00 a 11:00 | Morning Box (mejores momentos) | Javier Penedo y Andrea Sánchez                           |
| Sábado y domingo de 11:00 a 15:00 | Solo Nº1 (Fórmula)             | Juan Pablo Jiménez (Arnau Gascón en Cataluña y Andorra)  |
| Sábado y domingo de 15:00 a 19:00 | Solo Nº1 (Fórmula)             | Raquel Cantos                                            |
| Sábado y domingo de 19:00 a 23:00 | Solo Nº1 (Fórmula)             | Conxa Tauste                                             |
| Festivos y días aleatorios        | Solo Nº1 (Fórmula)             | Edu Naranjo                                              |

## Frecuencias

### FM

#### Andalucía
- Almería: 90.8 FM
- Cádiz: 89.8 FM
- Granada: 89.3 FM
- Huéscar: 93.5 FM
- Jaén: 95.3 FM
- Málaga: 88.5 FM y 98.9 FM
- Sevilla: 94.8 FM
- Úbeda: 104.3 FM

#### Andorra
- Andorra la Vieja: 92.6 FM

#### Aragón
- Bajo Aragón: 92.5 FM
- Huesca: 88.9 FM
- Zaragoza: 90.5 FM

#### Asturias
- Oviedo: 88.9 FM

#### Canarias
- Las Palmas de Gran Canaria: 105.4 FM
- Santa Cruz de Tenerife: 100.1 FM

#### Cantabria
- Santander: 101.1 FM

#### Castilla-La Mancha
- Albacete: 90.8 FM
- Toledo: 91.2 FM

#### Castilla y León
- Candeleda: 94.0 FM
- León: 89.8 FM
- Salamanca: 104.6 FM
- Segovia: 89.9 FM
- Valladolid: 98.1 FM

#### Cataluña
- Barcelona: 90.5 FM
- Lérida: 100.3 FM
- Manresa: 100.6 FM
- Palamós - Baix Empordà: 101.9 FM (de partir de noviembre de 2025)
- Tarragona: 96.1 FM

#### Comunidad de Madrid
- Comunidad de Madrid: 89.0 FM

#### Comunidad Valenciana
- Alicante: 90.0 FM
- Castellón de la Plana: 105.8 FM
- Gandía: 95.5 FM
- Valencia: 96.1 FM

#### Extremadura
- Malpartida de Cáceres: 103.1 FM

#### Galicia
- La Coruña: 97.6 FM
- Lugo: 93.7 FM
- Pontevedra: 105.1 FM
- Santiago de Compostela: 90.2 FM
- Vigo: 101.2 FM

#### Islas Baleares
- Palma de Mallorca: 102.3 FM

#### Navarra
- Pamplona: 91.4 FM

#### País Vasco
- Bilbao: 105.6 FM
- Vitoria: 100.7 FM

#### Región de Murcia
- Murcia: 88.0 FM

### DAB
- Barcelona: 11B 218.64 MHz
- Gandía: 9C 206.35 MHz
- Madrid: 11B 218.64 MHz

### TDT
- Red de cobertura estatal: RGE2

## Bloque en Los 40 México
En 2022, la versión mexicana de la emisora Los 40 estrenó un bloque llamado "Los 40 Deja Vú", el cual transmitía clásicos de los 90, 2000 e inicios de los 2010, con algunos éxitos de los 80 y años anteriores. El bloque se emitía todos los días desde las 10:00 hasta las 11:00 de la Ciudad de México. A inicios de 2023, al ya existir la marca Los 40 Classic, el bloque fue renombrado como la emisora 24 h que ya existía en España. Durante su emisión, el bloque cuenta con los mismos jingles usados en su versión original. Para promocionar la llegada de la marca al país azteca, la emisora realizó una serie de conciertos con artistas mexicanos que tuvieron éxito en los 2000, como la banda de Synth Pop "Moenia" y uno de los exmiembros de la banda OV7 "Kalimba". A partir del mes de Octubre de ese mismo año, debido a la creación del programa matutino "El Brunch" en la misma emisora, el bloque actualmente sólo se emite los fines de semana.